# Kurt Scholz

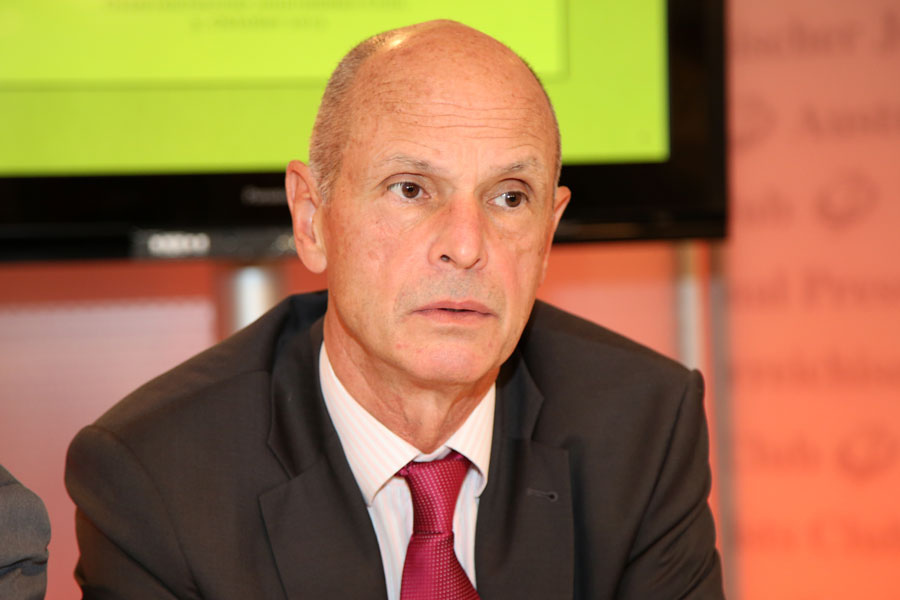
Kurt Scholz (2013)

Kurt Scholz (* 19. August 1948 in Ernstbrunn, Niederösterreich) ist Vorsitzender des Zukunftsfonds der Republik Österreich. Er war Sonderbeauftragter der Stadt Wien für Restitutions- und Zwangsarbeiterfragen und amtsführender Stadtschulratspräsident. Er ist Kolumnist der österreichischen Tageszeitung Die Presse.

## Leben und Wirken
Kurt Scholz studierte Germanistik und Geschichte an der Universität Wien und war anschließend als Lehrer tätig. 1975 wurde er Mitarbeiter des Unterrichtsministeriums. Dort fiel er dem 1983–1984 als Minister amtierenden Helmut Zilk auf, der ihn nach seinem Wechsel in das Amt des Wiener Bürgermeisters ins Rathaus holte und ihn in seinem persönlichen Stab („Präsidialbüro“) einsetzte. Schon in dieser Zeit war Scholz, als Beamter zum Senatsrat befördert, unter anderem für die Beziehungen des Rathauses zu den jüdischen Organisationen und Institutionen in der Stadt zuständig. Mit Zilk, der überaus kontaktfreudig war und den er oft begleitete, hatte Scholz zahllose Begegnungen im In- und Ausland.
1992 berief ihn Zilk, als Bürgermeister und Landeshauptmann formal Präsident der Bundesbehörde Stadtschulrat für Wien, zum amtsführenden Präsidenten des Stadtschulrates. Scholz engagierte sich vor allem für den Ausbau der politischen Bildung und die Integration von Ausländerkindern und ermöglichte die Gründung der Sir-Karl-Popper-Schule. Mit der für die Schulverwaltung und die Schulgebäude zuständigen amtsführenden Stadträtin Grete Laska, der der Ersatz des Parteienproporzes im Schulbetrieb durch das Leistungsprinzip kein Anliegen war, hatte er nicht das beste Einvernehmen und wurde daher 2001 nicht wiederbestellt. In der österreichischen Fernsehserie Kaisermühlen Blues tritt Kurt Scholz als er selbst in der sechsten und letzten Staffel kurz auf. 
Der nunmehrige Obersenatsrat Kurt Scholz war von 2001 bis zu seiner Pensionierung Ende Oktober 2008 Restitutionsbeauftragter der Stadt Wien („ein Titel ohne Mittel“). Sein Eintreten für die umfassende Rückgabe entzogener Vermögen und Objekte im Bereich der Wiener Stadtverwaltung basierte ausschließlich auf seiner persönlichen Überzeugungskraft; für die Stadtpolitik selbst lag das Thema zumeist nicht im Bereich erhöhter Aufmerksamkeit. Ein Nachfolger für Scholz wurde nicht bestellt. Denn, so Magistratssprecher Rudolf Gerlich: „Die Funktion war auf Scholz zugeschnitten.“
Beruflich hat sich Scholz den Ruf eines unabhängig denkenden Intellektuellen erworben. Seine Kolumnen in der Wiener Tageszeitung Die Presse belegen diesen Ruf.
2009 erhielt Scholz im Rahmen des Hans-Czermak-Preises für gewaltfreie und tolerante Kindererziehung den Sonderpreis für das Lebenswerk für seinen Kampf gegen physischen und psychischen Missbrauch in der Schule und für Gewaltprophylaxe. 2015 wurde ihm vom Bund Sozialistischer Freiheitskämpfer die Rosa-Jochmann-Plakette verliehen.
Anfang 2011 wurde Scholz vom Kuratorium des Zukunftsfonds der Republik Österreich als Nachfolger von Waltraud Klasnic zum Vorsitzenden gewählt; der Fonds hat sein Büro in der Wiener Hofburg. Der Zukunftsfonds wurde 2006 geschaffen. Er ist mit den verbliebenen Mitteln aus dem Versöhnungsfonds zur Zwangsarbeiter-Entschädigung dotiert und unterstützt zeitgeschichtliche Projekte.
Kurt Scholz war mit der Kulturmanagerin Inge Scholz-Strasser verheiratet; die Ehe wurde geschieden.

## Veröffentlichungen
- Kurt Scholz: Die Reblaus war es nicht. Die besten Kolumnen aus der Presse. Molden Verlag, Wien 2006.